# リトルナイトメア2
『リトルナイトメア2』（LITTLE NIGHTMARES II）は、バンダイナムコエンターテインメントより2021年2月10日に発売のゲームソフト。

## 概要
電波塔に支配された世界に閉じこめられた「モノ」を操作するサスペンスアドベンチャーゲーム。2017年に発売された『LITTLE NIGHTMARES-リトルナイトメア-』の続編。このゲームは幼いころに感じた恐怖 (悪夢や情景)をテーマに作られている。
2019年8月20日から4日間、ドイツのケルンメッセで開催されたゲームイベント「gamescom 2019」のライブイベント「gamescom: Opening Night Live」で第1弾PVとトレイラーが公開された。
2020年12月10日にデモ版が配信された。

## ストーリー
とある歪んだ世界にある電波塔から流れる怪電波によってテレビから「邪悪」が広がっている街。主人公であるモノは流れ着いたその街の猟師の家に囚われていた後に黄色いレインコートをかぶる少女シックスと出会う。途中猟師に見つかり、暗い森の中襲撃を受ける二人であったが上手く反撃をし、事なきを得たのであった。
二人は街の市街地までたどり着くと目の前に佇む学校の中へ入っていくのであった。途中二人はその学校の生徒や彼らの仕掛けた罠によって離れ離れとなるも危機を脱し再び合流したが、加虐的な教師の襲撃を受けるも知恵と勇気を駆使し、無事脱出するのであった。
その後二人は道無き道を進み、途中シックスの為に黄色いレインコートを見つけ、さらに廃病院の中を進むと、そこに居た義肢を体中につけた患者の群れや、その病院の院長である医者の目を掻い潜り、更に電波塔への道を進むのであった。
そして電波塔近くの街までたどり着いた二人はそこでノイズばかり流れるテレビに釘付けな市民の姿を目撃する。彼らはある種の催眠状態となっており、テレビを付けていないと二人に襲い掛かってくるのである。モノは作中度々使用していたテレビとテレビの間を移動する力を駆使するも、市民が見ていたテレビと接続してしまった為に、市民達に追われるも、なんとか逃げ切り廃墟までたどり着くも、今度は謎のノッポ男の襲撃を受ける。
実は作中で度々モノは謎のノイズを発するテレビの電波を特殊な力で調節した際に謎の扉へ続く廊下の映像に入っていたのである。それを続けていくうちに扉は少しずつ開いていき、ノッポ男は現れたのであった。
ノッポ男から身を隠す二人であったがシックスは見つかってしまい、連れ攫われてしまう。そして一人残されたモノはシックスを助けるべく行動するも、そこには悲劇的は真実が待っていたのであった。

## 登場人物
モノ (Mono)
今作のプレイヤーキャラクターであり、シックスと旅をする少年。歪んだ世界に閉じ込められた。紙袋を頭に被っていて、目の部分をくり抜いている。電波塔からの怪電波により洗脳された人々を助けようとしている。その正体は幼少期のシンマンで最初のシーンとつながることから同じことを繰り返しループしていることが暗示される。
シックス (Six)
黄色いレインコートを着ている少女。前作「LITTLE NIGHTMARES-リトルナイトメア-」の主人公で、今作ではNPCとしてモノと旅をする。
序盤は黄色いレインコートを着ておらずシックスとは分からないが、物語の途中でレインコートを着る。エンディングでテレビから出てきたシックスは後に影のシックスが前作の舞台巨大船モウのチラシを見つめているところで終わる。
視聴者
町で異様な動きをしている住人複数がいる。この住人は5万人いるとされ、全員スクリーンを見ていて、公式によると催眠術を掛けられているとされる。又、街には吸い込まれたであろう住人の服装がいたるところに散らばっているがコンセプトアートでは明確にテレビにバキュームされていることとその行き先が描かれている。
先生（Teacher）
名前の通り教師であり、学校で働く。 PVでは右手にものさしを持ち左手でものさしを叩きつけているシーンがある。首が360度回る。物音がすると首を長く伸ばして確認する。シックスとモノの敵。前作「LITTLE NIGHTMARES-リトルナイトメア-」のDLCのレディの官邸ステージにて絵画が登場している。
いじめっこ
純粋な心を持たずに成長した子供達。頭はガラスのようになっており、ハンマーなどで叩くと割れる。シックスとモノの敵で、見つけると走って追いかけてくる。給食室の冷蔵室で冷蔵庫に頭を中に入れて倒れている給食調理員が居るが手の向きが反対になっていることから食堂が荒れているように彼らが束になって襲いかかって殺害したと思われる。又、学校の一室でチェスのキングの駒に縛り付けられている生徒がいるが盤面的にどちらの方向に行ってもキングが落とされてしまうことからこの時点で『詰み』の状態となっている。このことから、生徒たちは先生に反逆できないということが暗示されている。
ハンター（Hunter）
古びたショットガンとランタンスタイルの懐中電灯で荒野に忍び寄っていて、剥製に興味がある。プレイヤーを見つけるとショットガンで攻撃してくる。しかし、モノとシックスを小屋の中へ追い詰めた結果二人に壁にかかっていた予備と思われるショットガンで扉を破壊し顔を出した瞬間顔を撃たれて返り討ちにされる(恐らく命中したので即死したと思われる)怪電波から逃れるためと思われる人々は皆全てハンターの罠にかかって即死している。又、彼自身も怪電波から逃れるために最初の森へと逃れたのだと予測される。
ノッポ男（Thin Man）
タイトルのシックスとモノの後ろにいる巨大な敵。8月28日に公開されたPV第2段ではモノとフードを外したシックスらしき人間を追っている姿が確認されている。エンディングで大人になったモノということが察せる。その体長はペイルシティのノッポ男に追われながら逃げる電車ステージの電車の扉(平均185.0㎝)を大きく屈んでやっと通る(扉が半開の場合はワープして通る)ことからその体長は2mが妥当。
ドクター（Doctor）
夢も希望も無く、絶望も無い暇な人間を「患者」として見ている。天井を張って移動する医者で、治療と称して患者の肘や首を切断し、人形にしていると思われる。シックスとモノの敵。最終的にモノが焼却炉の中に誘導し下部の燃料入れ(と思われる)から脱出した後レバーを降ろされ扉を叩きながら雄叫びを上げて灰となった。　　　因みに焼却炉の中に誘導した後レバーを降ろさずにエレベーターに乗って脱出すると実績を獲得する。又、この焼却炉の中に医療棟にある食べ物が乗った皿のトウモロコシを取ってきて入れるとポップコーンが出来、実績も得ることができる。因みに高い病院の天井から頭が床につきそうなくらいの体長なのでその体長は脅威の3ｍ以上。なのでリトルナイトメアシリーズで一番体長が長いと予想される。
患者（Patient）
ドクターにより首や肘、足を切断されたシックスとモノの敵であり、普通の人間から人形になっていると考えられる。その種類は多数存在するが、暗闇では動き、光に当たると静止する共通点がある。又、モノとシックスに襲いかかる一つだけの義手だけの敵も存在する。　　　　　　　　　　　　　　